# Pierre Cauchon

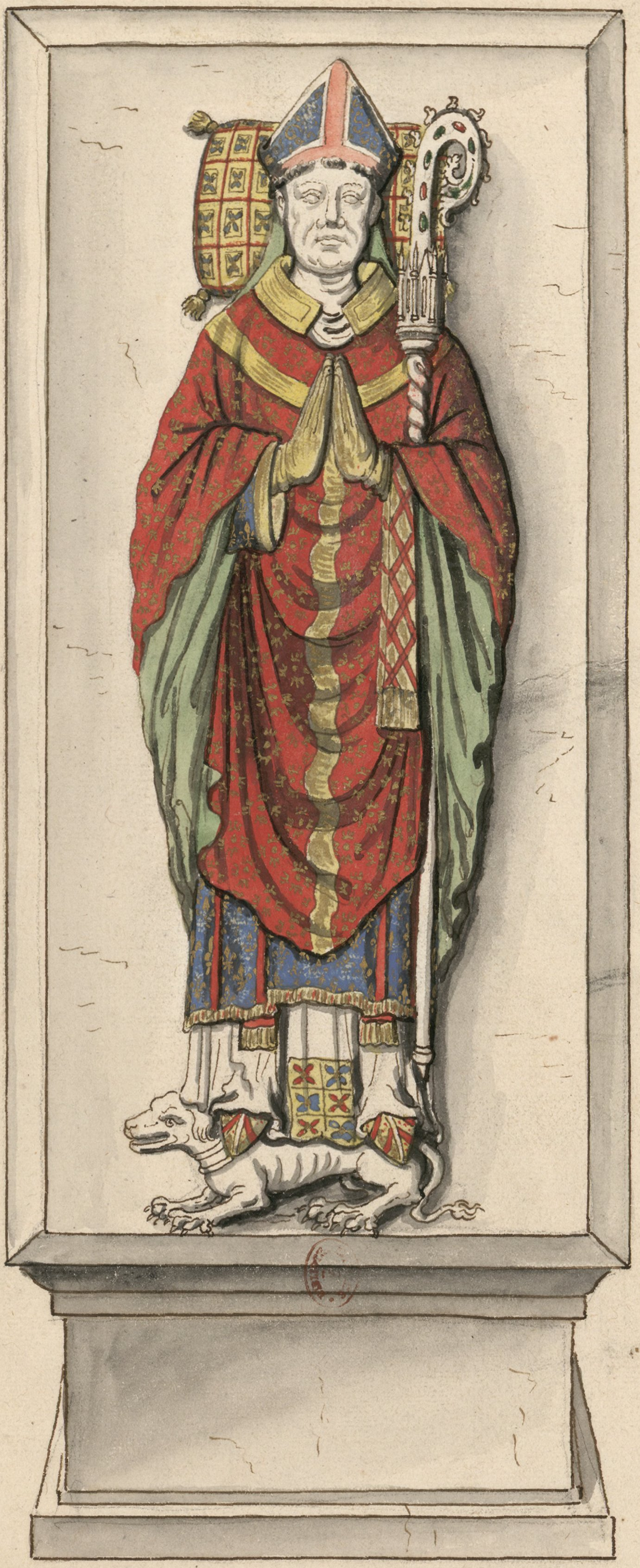
Grabplatte Pierre de Cauchons in der Kathedrale von Lisieux

Pierre Cauchon, (lateinisch Petrus Calconeus; * um 1370 in Reims; † 18. Dezember 1442 in Rouen) führte als Bischof von Beauvais und amtlicher Berater des erst neunjährigen englischen Königs Heinrich VI. den Vorsitz des geistlichen Gerichtshofs im Inquisitionsprozess gegen die spätere französische Nationalheldin Jeanne d’Arc.

## Öffentliches Leben
Pierre Cauchon war Doktor der Theologie, Magister der Schönen Künste und Lizentiat des Kanonischen Rechts an der Universität Paris und amtierte dort mehrmals als Rektor. Im Jahr 1413 nahm er am Aufstand der Cabochiens teil, woraufhin er aus Paris verbannt wurde und in die Dienste des burgundischen Herzogs Johann Ohnefurcht trat. In den Jahren 1415 bis 1418 nahm er als Legat des Herzogs von Burgund am Konzil von Konstanz teil. Er wurde Bischof von Beauvais (1420) und spielte im selben Jahr eine wichtige Rolle im verhängnisvollen Vertrag von Troyes, wo er sich auf die Seite der Engländer schlug.

## Prozess gegen Jeanne d’Arc
Im Auftrag des englischen Königs bot er im Jahr 1430 nach Jeanne d’Arcs Gefangennahme bei Compiègne, das zu seiner Diözese gehörte, den Burgundern 6.000 Franc für ihre Auslieferung. An die Engländer verkauft wurde die „Jungfrau von Orléans“ schließlich für die damals sehr hohe Summe von 10.000 Franc.

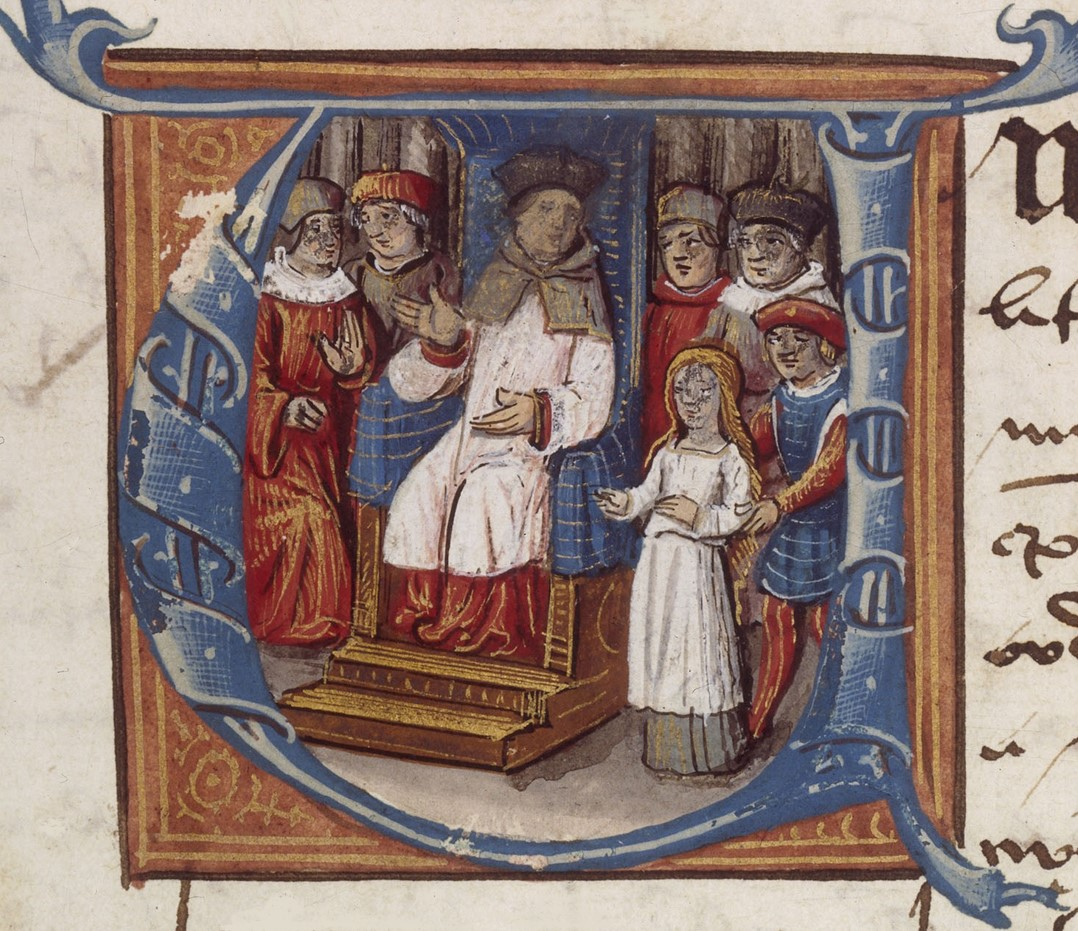
Bischof Petrus Cauchon (M.) beim Prozess gegen Jeanne d’Arc (r.)

Am 9. Januar 1431 eröffnete Bischof Cauchon in der Kapelle des Schlosses von Rouen in öffentlicher Sitzung den bedeutendsten Prozess in der Geschichte Frankreichs. Der Inquisitionsprozess Jeanne d’Arcs, laut Anklage „Ketzerin“, „Hexe und Zauberin, Wahrsagerin und falsche Prophetin“, wurde von Cauchon in engster Abstimmung mit Englands Statthalter Richard Beauchamp durchgeführt, der von Anfang an nichts anderes als den Tod des Mädchens wollte. Am 24. Mai widerrief Jeanne aus plötzlicher Angst vor dem Feuertod und schwor ihren „Irrtümern“ ab, worauf Cauchon sie nach kurzer Beratung umgehend „zur Übung heilsamer Buße zu dauerndem Kerker beim Brot der Schmerzen und beim Wasser der Traurigkeit“ verurteilte. Am 28. Mai nahm sie den Widerruf zurück und wurde am folgenden Tag vom geistlichen Gerichtshof „für rückfällig, exkommuniziert und ketzerisch erklärt“. Am Morgen des 30. Mai 1431 verkündete Cauchon auf dem Marktplatz von der Tribüne vor dem Scheiterhaufen ein zweites Mal die Ausstoßung aus der Kirche und, wie vorgeschrieben, Jeannes Überstellung an die weltliche Gerichtsbarkeit zur Hinrichtung. Das geistliche Inquisitionsgericht zog sich sogleich zurück nach dem alten Grundsatz Ecclesia abhorret a sanguine („Die Kirche scheut das Blut“). Jeanne wurde unmittelbar danach, unter Umgehung der weltlichen Gerichtsbarkeit, dem Henker übergeben und auf dem längst errichteten Scheiterhaufen verbrannt.
Im Jahr 1432 wurde Pierre Cauchon als Bischof nach Lisieux versetzt. Zehn Jahre später erlag er einem Hirnschlag, während er sich den Bart scheren ließ. In dem von Jeannes Familie seit 1450 angestrengten Wiederaufnahmeverfahren, das 1456 zu ihrer vollständigen Rehabilitierung führte, konnte er daher nicht mehr für seine zahlreichen Rechtsbrüche und Verfahrensfehler angeklagt werden.